# 王麟趾
王麟趾（1556年—？），字瑞甫，號明野，山東濟南府德州德平縣人，民籍，明朝政治人物。

## 生平
萬曆七年（1579年）己卯科山東鄉試第三十三名，萬曆八年（1580年）庚辰科會試第二百六十三名，登三甲第一百三十六名進士。大理寺觀政，本年授涞水知县，十年调繁河内县，丁憂歸。十四年复除内黄知县，十五年行取，十六年选授南京浙江道御史，十八年二月因疏論吏部尚書楊巍，降二级为徐沟县丞，十九年升淅川知县，二十一年升户部主事。

## 家族
曾祖王重；祖父王臣；父王宣。嫡母胡氏；生母孫氏。慈侍下。